# Vladimir Durković
Vladimir Durković (en serbio cirílico: Владимир Дурковић; 6 de noviembre de 1937, Đakovica-22 de junio de 1972, Sion) fue un futbolista serbio. Jugó como defensa en el Estrella Roja de Belgrado y en varios clubes europeos, así como para la selección de Yugoslavia, con quien consiguió el oro olímpico en las Olimpiadas de Roma.

## Carrera profesional
Durković sobresalió como jugador a los 22 años en el primer Campeonato de Europa de la UEFA, ofreciendo una solidez defensiva y atacando en el lateral derecho. Yugoslavia acabó subcampeona en Francia al perder la final contra la Unión Soviética, Durković ganó una medalla de oro en las Olimpiadas de Roma el septiembre siguiente. También llevó la camisa número dos en la Copa Mundial de la FIFA de 1962 en Chile y fue parte del equipo titular en el que Yugoslavia eliminó a los excampeones Uruguay y Alemania Occidental, y terminó cuarto.
Durković jugó con el Estrella Roja de Belgrado hasta los 28 años, momento en el que se trasladó al extranjero y se hizo un nombre con el AS Saint-Etienne, ganando tres títulos de la Liga francesa y el Coupe de France dos veces.
Murió erróneamente disparado por un policía en Sion, Suiza, en junio de 1972, a la edad de 34 años.

## Palmarés

### Como futbolista

#### Torneos nacionales
| Título                     | Equipo           | País              | Año     |
| -------------------------- | ---------------- | ----------------- | ------- |
| Primera Liga de Yugoslavia | Estrella Roja    | RFP de Yugoslavia | 1955-56 |
| Primera Liga de Yugoslavia | Estrella Roja    | RFP de Yugoslavia | 1956-57 |
| Copa de Yugoslavia         | Estrella Roja    | RFP de Yugoslavia | 1957-58 |
| Primera Liga de Yugoslavia | Estrella Roja    | RFP de Yugoslavia | 1958-59 |
| Copa de Yugoslavia         | Estrella Roja    | RFP de Yugoslavia | 1958-59 |
| Primera Liga de Yugoslavia | Estrella Roja    | RFP de Yugoslavia | 1959-60 |
| Primera Liga de Yugoslavia | Estrella Roja    | RFS de Yugoslavia | 1963-64 |
| Copa de Yugoslavia         | Estrella Roja    | RFS de Yugoslavia | 1963-64 |
| Ligue 1                    | AS Saint-Etienne | Francia           | 1967-68 |
| Copa de Francia de Fútbol  | AS Saint-Etienne | Francia           | 1967-68 |
| Ligue 1                    | AS Saint-Etienne | Francia           | 1968-69 |
| Ligue 1                    | AS Saint-Etienne | Francia           | 1969-70 |
| Copa de Francia de Fútbol  | AS Saint-Etienne | Francia           | 1969-70 |

#### Torneos internacionales
| Título         | Equipo                  | Sede | Año  |
| -------------- | ----------------------- | ---- | ---- |
| Medalla de oro | Selección de Yugoslavia | Roma | 1960 |